# ريد لارسون
ريد لارسون (بالإنجليزية: Reed Larson)‏ هو لاعب هوكي الجليد أمريكي، ولد في 30 يوليو 1956 في منيابولس في الولايات المتحدة.

## وصلات خارجية
- ريد لارسون على موقع دوري الهوكي الوطني (الإنجليزية)
- ريد لارسون على موقع قاعة مشاهير الهوكي (لاعب أن.إتش.أل) (الإنجليزية)
- ريد لارسون على موقع EliteProspects.com (الإنجليزية)
- ريد لارسون على موقع HockeyDB.com (الإنجليزية)
- ريد لارسون على موقع Hockey-Reference.com (الإنجليزية)